# Élections législatives de 2007 dans la Vienne
Les élections législatives françaises de 2007 se déroulent les 10 et 17 juin 2007. Dans le département de la Vienne, quatre députés sont à élire dans le cadre de quatre circonscriptions.

## Élus
| Circonscription | Député sortant     | Parti | Parti | Député élu ou réélu | Parti | Parti |
| --------------- | ------------------ | ----- | ----- | ------------------- | ----- | ----- |
| 1re             | Alain Claeys       |       | PS    | Alain Claeys        |       | PS    |
| 2e              | Jean-Yves Chamard  |       | UMP   | Catherine Coutelle  |       | PS    |
| 3e              | Arnaud Lepercq     |       | UMP   | Jean-Michel Clément |       | PS    |
| 4e              | Jean-Pierre Abelin |       | UDF   | Jean-Pierre Abelin  |       | NC    |

## Résultats

### Résultats à l'échelle du département
| Parti                                      | Parti                               | Premier tour | Premier tour | Second tour | Second tour | Sièges |
| Parti                                      | Parti                               | Voix         | %            | Voix        | %           | Sièges |
| ------------------------------------------ | ----------------------------------- | ------------ | ------------ | ----------- | ----------- | ------ |
|                                            | Union pour un mouvement populaire   | 52 437       | 28,56        | 62 675      | 34,42       | 0      |
|                                            | Nouveau centre                      | 20 237       | 11,02        | 24 282      | 13,34       | 1      |
|                                            | Mouvement pour la France            | 3 736        | 2,03         |             |             | 0      |
|                                            | Divers droite                       | 3 667        | 2,00         | 0           |             |        |
|                                            | Majorité présidentielle             | 80 077       | 43,61        | 86 957      | 47,76       | 1      |
|                                            |                                     |              |              |             |             |        |
|                                            | Parti socialiste                    | 62 146       | 33,85        | 95 116      | 52,24       | 3      |
|                                            | Les Verts                           | 7 258        | 3,95         |             |             | 0      |
|                                            | Parti communiste français           | 7 009        | 3,82         | 0           |             |        |
|                                            | Divers gauche dont MRC              | 618          | 0,34         | 0           |             |        |
|                                            | Gauche parlementaire                | 77 031       | 41,95        | 95 116      | 52,24       | 3      |
|                                            |                                     |              |              |             |             |        |
|                                            | Extrême gauche dont LCR, LO et PT   | 8 191        | 4,46         |             |             | 0      |
|                                            | UDF–Mouvement démocrate             | 7 361        | 4,01         | 0           |             |        |
|                                            | Divers                              | 4 592        | 2,50         | 0           |             |        |
|                                            | Front national                      | 4 464        | 2,43         | 0           |             |        |
|                                            | Divers écologiste dont LT-LNÉ et GÉ | 1 899        | 1,03         | 0           |             |        |
|                                            |                                     |              |              |             |             |        |
| Inscrits                                   | Inscrits                            | 299 986      | 100,00       | 299 983     | 100,00      | 4      |
| Abstentions                                | Abstentions                         | 111 686      | 37,23        | 112 718     | 37,57       |        |
| Votants                                    | Votants                             | 188 300      | 62,77        | 187 265     | 62,43       |        |
| Blancs et nuls                             | Blancs et nuls                      | 4 685        | 2,49         | 5 192       | 2,77        |        |
| Exprimés                                   | Exprimés                            | 183 615      | 97,51        | 182 073     | 97,23       |        |
| Source : Ministère de l'Intérieur - Vienne |                                     |              |              |             |             |        |

### Résultats par circonscription

#### Première circonscription (Poitiers-Nord)
| Candidat       | Candidat                     | Parti               | Premier tour | Premier tour | Second tour | Second tour |  |
| Candidat       | Candidat                     | Parti               | Voix         | %            | Voix        | %           |  |
| -------------- | ---------------------------- | ------------------- | ------------ | ------------ | ----------- | ----------- |  |
|                | Alain Claeys sortant réélu   | PS                  | 21 780       | 42,82        | 29 549      | 59,1        |  |
|                | Jacqueline Daigre            | UMP                 | 17 389       | 34,19        | 20 450      | 40,9        |  |
|                | Sadiman Anil                 | UDF–MoDem           | 3 432        | 6,75         |             |             |  |
|                | Marie Legrand                | Les Verts           | 1 880        | 3,7          |             |             |  |
|                | Josiane Laraque              | FN                  | 1 411        | 2,77         |             |             |  |
|                | Bruno Riondet                | Extrême gauche (GA) | 1 045        | 2,05         |             |             |  |
|                | Aline Pinault                | PCF                 | 1 009        | 1,98         |             |             |  |
|                | Bertrand Mathière            | MPF                 | 997          | 1,96         |             |             |  |
|                | Patrick Guichard             | GÉ                  | 616          | 1,21         |             |             |  |
|                | Ludovic Gaillard             | LO                  | 563          | 1,11         |             |             |  |
|                | Sébastien Boucquaert         | Divers              | 350          | 0,69         |             |             |  |
|                | Gilles Morin                 | PT                  | 309          | 0,61         |             |             |  |
|                | Patrick El Aroussi Dit Rossi | Divers              | 79           | 0,16         |             |             |  |
|                |                              |                     |              |              |             |             |  |
| Inscrits       | Inscrits                     | Inscrits            | 82 889       | 100,00       | 82 889      | 100,00      |  |
| Abstentions    | Abstentions                  | Abstentions         | 30 966       | 37,36        | 31 478      | 37,98       |  |
| Votants        | Votants                      | Votants             | 51 923       | 62,64        | 51 411      | 62,02       |  |
| Blancs et nuls | Blancs et nuls               | Blancs et nuls      | 1 063        | 2,05         | 1 412       | 2,75        |  |
| Exprimés       | Exprimés                     | Exprimés            | 50 860       | 97,95        | 49 999      | 97,25       |  |

#### Deuxième circonscription (Poitiers-Sud)
| Candidat       | Candidat                  | Parti          | Premier tour | Premier tour | Second tour | Second tour |  |
| Candidat       | Candidat                  | Parti          | Voix         | %            | Voix        | %           |  |
| -------------- | ------------------------- | -------------- | ------------ | ------------ | ----------- | ----------- |  |
|                | Jean-Yves Chamard sortant | UMP            | 18 521       | 40,15        | 20 699      | 44,94       |  |
|                | Catherine Coutelle élue   | PS             | 15 952       | 34,58        | 25 358      | 55,06       |  |
|                | Françoise Colleau         | UDF–MoDem      | 3 929        | 8,52         |             |             |  |
|                | Robert Rochaud            | Les Verts      | 1 963        | 4,26         |             |             |  |
|                | Valérie Soumaille         | LCR            | 1 424        | 3,09         |             |             |  |
|                | Françoise Poteau          | PCF            | 1 300        | 2,82         |             |             |  |
|                | Hubert Adeline            | FN             | 929          | 2,01         |             |             |  |
|                | Marie-Aline de Mascureau  | MPF            | 704          | 1,53         |             |             |  |
|                | Magalie Tillet            | LT-LNÉ         | 629          | 1,36         |             |             |  |
|                | Christine Lourdaux        | LO             | 459          | 0,99         |             |             |  |
|                | Laure Brard               | Divers         | 323          | 0,70         |             |             |  |
|                |                           |                |              |              |             |             |  |
| Inscrits       | Inscrits                  | Inscrits       | 73 476       | 100,00       | 73 476      | 100,00      |  |
| Abstentions    | Abstentions               | Abstentions    | 26 493       | 36,06        | 26 206      | 35,67       |  |
| Votants        | Votants                   | Votants        | 46 983       | 63,94        | 47 270      | 64,33       |  |
| Blancs et nuls | Blancs et nuls            | Blancs et nuls | 850          | 1,81         | 1 213       | 2,57        |  |
| Exprimés       | Exprimés                  | Exprimés       | 46 133       | 98,19        | 46 057      | 97,43       |  |

#### Troisième circonscription (Montmorillon)
| Candidat       | Candidat                | Parti               | Premier tour | Premier tour | Second tour | Second tour |  |
| Candidat       | Candidat                | Parti               | Voix         | %            | Voix        | %           |  |
| -------------- | ----------------------- | ------------------- | ------------ | ------------ | ----------- | ----------- |  |
|                | Gérard Herbert sortant  | UMP                 | 16 527       | 38,63        | 21 526      | 49,91       |  |
|                | Jean-Michel Clément élu | PS                  | 13 118       | 30,66        | 21 604      | 50,09       |  |
|                | André Sénécheau         | Divers droite       | 3 667        | 8,57         |             |             |  |
|                | Michel Brouard          | PCF                 | 2 677        | 6,04         |             |             |  |
|                | Jean-Louis Bretaudeau   | CPNT                | 1 389        | 3,25         |             |             |  |
|                | Jacques Nicolas         | Les Verts           | 1 242        | 2,90         |             |             |  |
|                | Maxime Labesse          | LO                  | 1 081        | 2,53         |             |             |  |
|                | Brigitte de Fontaines   | MPF                 | 913          | 2,13         |             |             |  |
|                | Myriam Rossignol        | Extrême gauche (GA) | 865          | 2,02         |             |             |  |
|                | Anne Brunet             | LO                  | 585          | 1,37         |             |             |  |
|                | Chantal Dargère         | Divers              | 462          | 1,08         |             |             |  |
|                | Gérard Tête             | MNR                 | 254          | 0,59         |             |             |  |
|                |                         |                     |              |              |             |             |  |
| Inscrits       | Inscrits                | Inscrits            | 67 732       | 100,00       | 67 729      | 100,00      |  |
| Abstentions    | Abstentions             | Abstentions         | 23 720       | 35,02        | 23 197      | 34,25       |  |
| Votants        | Votants                 | Votants             | 44 012       | 64,98        | 44 532      | 65,75       |  |
| Blancs et nuls | Blancs et nuls          | Blancs et nuls      | 1 232        | 2,8          | 1 402       | 3,15        |  |
| Exprimés       | Exprimés                | Exprimés            | 42 780       | 97,2         | 43 130      | 96,85       |  |

#### Quatrième circonscription (Châtellerault)
| Candidat       | Candidat                         | Parti          | Premier tour | Premier tour | Second tour | Second tour |  |
| Candidat       | Candidat                         | Parti          | Voix         | %            | Voix        | %           |  |
| -------------- | -------------------------------- | -------------- | ------------ | ------------ | ----------- | ----------- |  |
|                | Jean-Pierre Abelin sortant réélu | NC             | 20 237       | 46,16        | 24 282      | 56,62       |  |
|                | Brigitte Tondusson               | PS             | 11 296       | 25,77        | 18 605      | 43,38       |  |
|                | Véronique Massonneau             | Les Verts      | 2 173        | 4,96         |             |             |  |
|                | Éric Audebert                    | FN             | 2 124        | 4,84         |             |             |  |
|                | Paul Fromonteil                  | PCF            | 2 023        | 4,61         |             |             |  |
|                | Sylvie Gaillard                  | CPNT           | 1 242        | 2,83         |             |             |  |
|                | Pierre-Claude Fouquenet          | MPF            | 1 122        | 2,56         |             |             |  |
|                | Patrice Villeret                 | LO             | 1 052        | 2,4          |             |             |  |
|                | Jérôme Guy                       | LCR            | 808          | 1,84         |             |             |  |
|                | Isabelle Velasque                | LT-LNÉ         | 654          | 1,49         |             |             |  |
|                | Francine Bachelier               | MRC            | 618          | 1,41         |             |             |  |
|                | Virginie Bourgeois               | Divers         | 493          | 1,12         |             |             |  |
|                |                                  |                |              |              |             |             |  |
| Inscrits       | Inscrits                         | Inscrits       | 75 889       | 100,00       | 75 889      | 100,00      |  |
| Abstentions    | Abstentions                      | Abstentions    | 30 507       | 40,2         | 30 624      | 40,35       |  |
| Votants        | Votants                          | Votants        | 45 382       | 59,8         | 45 265      | 59,65       |  |
| Blancs et nuls | Blancs et nuls                   | Blancs et nuls | 1 540        | 3,39         | 2 378       | 5,25        |  |
| Exprimés       | Exprimés                         | Exprimés       | 43 842       | 96,61        | 42 887      | 94,75       |  |